# Sallustiano
Sallustiano è il diciassettesimo rione di Roma, indicato con R. XVII.

## Confini
Mura aureliane fino a piazza Fiume (esclusa) con il quartiere Salario; via Calabria-via Boncompagni-via Lucullo-via Friuli con il rione Ludovisi; via Leonida Bissolati-largo Santa Susanna con Trevi e via XX Settembre fino a Porta Pia (esclusa) con il rione Castro Pretorio.

## Storia
Il rione in età augustea apparteneva alla VI Regione Alta Sèmita. Qui si trovavano gli Horti Sallustiani, che hanno dato il nome al rione, e il tempio di Venere Ericina, situato tra via Piave e via Calabria, non meno importante della villa di Sallustio, dal momento che l'aureo specchio della dea su sfondo azzurro è stato scelto come stemma rionale. Il famoso Trono Ludovisi venne rinvenuto nel rione durante i lavori di urbanizzazione della zona, e molto probabilmente faceva parte del suddetto tempio.
Tra via Flavia e via Servio Tullio sorgeva il tempio dedicato alla dea Fortuna, mentre tra le attuali via XX Settembre e via Boncompagni sembra si trovasse il circo di Flora. L'obelisco Sallustiano rinvenuto sull'area degli Horti Sallustiani, non faceva parte della spina del circo, poiché più verosimilmente esso ornava un ippodromo privato della villa di Sallustio.
Via Piave ricalca il tracciato della via Salaria Nova la quale, uscendo da Porta Collina, si dirigeva verso la demolita Porta Salaria. Nei pressi della via si estendeva un'importante zona sepolcrale a carattere signorile, comprendente il monumento funerario a Sulpicio Massimo, oggi al centro di piazza Fiume, e quello di Cornelia, attualmente posto a ridosso delle mura in Corso Italia.
Nel 410 d.C. i Visigoti di Alarico tagliarono gli acquedotti e saccheggiarono la villa di Sallustio che venne ridotta a un cumulo di macerie e definitivamente abbandonata. Con la conseguente mancanza d'acqua la zona compresa tra il Pincio e il Quirinale si spopolò.
Una leggera ripresa del rione avvenne nel XVI secolo con l'apertura della via Pia e il ritorno dell'acqua nella zona, grazie al ripristino di un acquedotto da parte di Sisto V, che da lui venne detto Felice. Inoltre, nel 1608 il cardinale Scipione Borghese si fece promotore a proprie spese della costruzione di una bellissima chiesa: S. Maria della Vittoria.
Il rione, che allora faceva parte di Trevi, rimaneva comunque scarsamente popolato, con ampie zone di verde per la presenza di grandi ville come villa Barberini, sull'attuale via XX Settembre, villa Mandosi, in via Boncompagni, e villa Cicciaporci, compresa tra la via Pia, le mura aureliane fino a Porta Salaria e via di Porta Salaria (odierna via Piave).
Tutto questo verde scomparve con l'inevitabile urbanizzazione della zona tra la strada Pia e la cinta muraria che seguì alla breccia di Porta Pia; breccia che peraltro è stata aperta nella breve porzione di mura appartenente al rione. I Boncompagni, si fecero costruire due palazzine sulla via che li ricorda, una delle quali attualmente ospita il Museo per le Arti Decorative; si costruì la chiesa rionale di San Camillo de Lellis, sull'area della villa Spithoever, e quella più piccola del Sacro Cuore di Gesù con annesso convento; il palazzo del Museo Geologico in largo Santa Susanna e il ministero dell'Agricoltura e Foreste in via XX Settembre.
Attualmente l'unica zona di verde del rione si è conservata nell'area a ridosso delle mura compresa tra Porta Pia, via Augusto Valenziani e via Piave, ossia nel luogo in cui sorgeva la villa Cicciaporci Valenti Gonzaga, oggi conosciuta come villa Paolina da Paolina Bonaparte che vi abitò e sede dal 1951 dell'ambasciata di Francia presso la Santa Sede, con ingresso in via Piave.
Sallustiano oggi
Il rione, come gli attigui Ludovisi e Castro Pretorio, è sorto verso la fine dell'Ottocento su un territorio compreso tra la via Pia, quella che poi diventerà via XX Settembre, e la nascente via Boncompagni, che fino ad allora era ridotto a vigne e giardini e faceva parte del rione Trevi.
Esso differisce dagli altri rioni "piemontesi" per il suo schema viario molto meno rigido e severo, con più varianti e soluzioni riguardanti la forma degli isolati e la conformazione delle strade, anche a causa dell'esigua area che il rione copre.
Il suo centro è la tranquilla piazza Sallustio, unica vera piazza del rione, dove ancora oggi si notano i resti degli Horti Sallustiani dai quali il rione ha preso il nome.
Sallustiano può essere diviso in due zone, quella tra via Piave e via Piemonte-via Salandra, con una discreta densità abitativa, e quella restante fino a via Bissolati, praticamente disabitata e con un'alta concentrazione di uffici e ministeri.

### Stemma
Di azzurro allo specchio di Venere Ericina d'oro (allusivo al tempio negli Orti Sallustiani).

## Monumenti e luoghi d'interesse

### Architetture civili
- Villino Boncompagni Ludovisi, su via Boncompagni.
- Palazzo Canevari, su largo Santa Susanna. Edificio del XIX secolo (1873-81).

Palazzo in stile liberty dell'architetto Raffaele Canevari, già sede del Regio Ufficio Geologico.
- Villino Casati, su via Piemonte.
- Villino Levi, su via Boncompagni angolo via Nerva.
- Villino Maccari, su via Sallustiana. Edificio del XX secolo (1902). 41.907393°N 12.494026°E

Progetto dell'architetto Augusto Fallani su commissione del pittore Cesare Maccari.
- Palazzo dell'Agricoltura, su via Venti Settembre. Edificio del XX secolo (1908-14).

Sede del Ministero delle politiche agricole alimentari e forestali.
- Villino Macchi di Cèllere al Sallustiano, su via Piemonte. Edificio del XIX secolo (1887). 41.907393°N 12.494026°E

Progetto dell'architetto Carlo Pincherle su commissione della famiglia Macchi di Cèllere.
- Villino Pignatelli, su via Boncompagni angolo via Piemonte.
- Villino Rasponi, su via Boncompagni angolo via Piemonte.
- Villino Rattazzi, su via Boncompagni.
- Villino Rudinì, su via Quintino Sella.

Sede consolare dell'ambasciata del Giappone.
- Palazzo Fiat, su via Calabria. Edificio in stile barocchetto del XX secolo (1924-26). 41.909565°N 12.497437°E

Progetto dell'architetto Enrico Del Debbio.
- Palazzo della Società Beni Stabili, su via Piemonte angolo via Giosuè Carducci. Edificio in stile modernista del XX secolo (1957). 41.906488°N 12.494207°E

Progetto dell'ingegner Cesare Pascoletti.
- Villa Spithover, su via Piemonte. Edificio in stile neorinascimentale del XIX secolo (1870).

Progettata dall'architetto Luca Carimini, venne demolita nel fine Ottocento e, al suo posto, venne costruita la basilica di San Camillo de Lellis (1906-10).

### Architetture religiose
- Basilica di San Camillo de Lellis, su via Sallustiana.
- Chiesa di Santa Maria della Vittoria, su via Venti Settembre.
- Chiesa del Sacro Cuore di Gesù, su via Piave.

### Siti archeologici
- Dimora arcaica dell'inizio del VI secolo a.C., su largo Santa Susanna.

Scoperta durante scavi archeologici effettuati a partire dal 2013 sotto Palazzo Canevari.
- Horti Sallustiani, su piazza Sallustio. Giardini del I secolo a.C.
- Porta Salaria, nelle mura aureliane. Porta del III secolo.

Fu completamente distrutta nel 1921 per l'apertura di via Piave su piazza Fiume.

## Musei
- Museo Boncompagni Ludovisi per le arti decorative
- Museo storico dei bersaglieri